# Narvik
Narvik  [ˈNarːˈvik] (?·pàg.) és una ciutat i municipi del comtat de Nordland, Noruega. El municipi, amb una gran extensió de 2.029 km², té 18.853 habitants segons el cens del 2015.
Malgrat la seva alta latitud, Narvik gaudeix d'un clima no excessivament fred, com el de tota la costa noruega, gràcies a l'acció suavitzadora del Corrent del Golf. Així, el seu port, lliure de gel tot l'any, permet un accés permanent al Mar de Noruega. És per aquesta característica que hom construí una línia ferroviària que connecta la població amb Suècia (via de Kiruna i Luleå), a fi de poder exportar el mineral de ferro que se n'extreu (el transport marítim no és possible a través del Golf de Bòtnia perquè aquest es gela a l'hivern). Narvik és juntament amb la població russa de Múrmansk el punt més septentrional on arriba el ferrocarril.
Durant la Segona Guerra Mundial, fou escenari d'importants enfrontaments. Per la seva posició i funció estratègica, expedicionaris aliats units a la 6a divisió noruega la reconqueriren poc després de la invasió nazi de Noruega (9 d'abril de 1940), si bé el posterior atac alemany contra França hi forçà l'enviament dels efectius estrangers el juny de 1940, deixant els noruecs incapaços de defensar-se, i capitulant novament als alemanys.

## Etimologia
El nom de la ciutat prové de l'antiga granja Narvik ("Narduigh" - 1567), ja que la ciutat està construïda sobre la terra on es trobava. La forma nòrdica del nom va ser probablement Knarravík, i el primer element és llavors el pluralisme genitiu de knarr 'vaixell mercant' - l'últim element és vík 'd'entrada'. El nom Knarravík (formes modernes Knarvik o Narvik) es troba en diversos llocs al llarg de la costa noruega (i en altres tres llocs a la província sueca de Bohuslän), i es refereix a ports naturals.

## Història

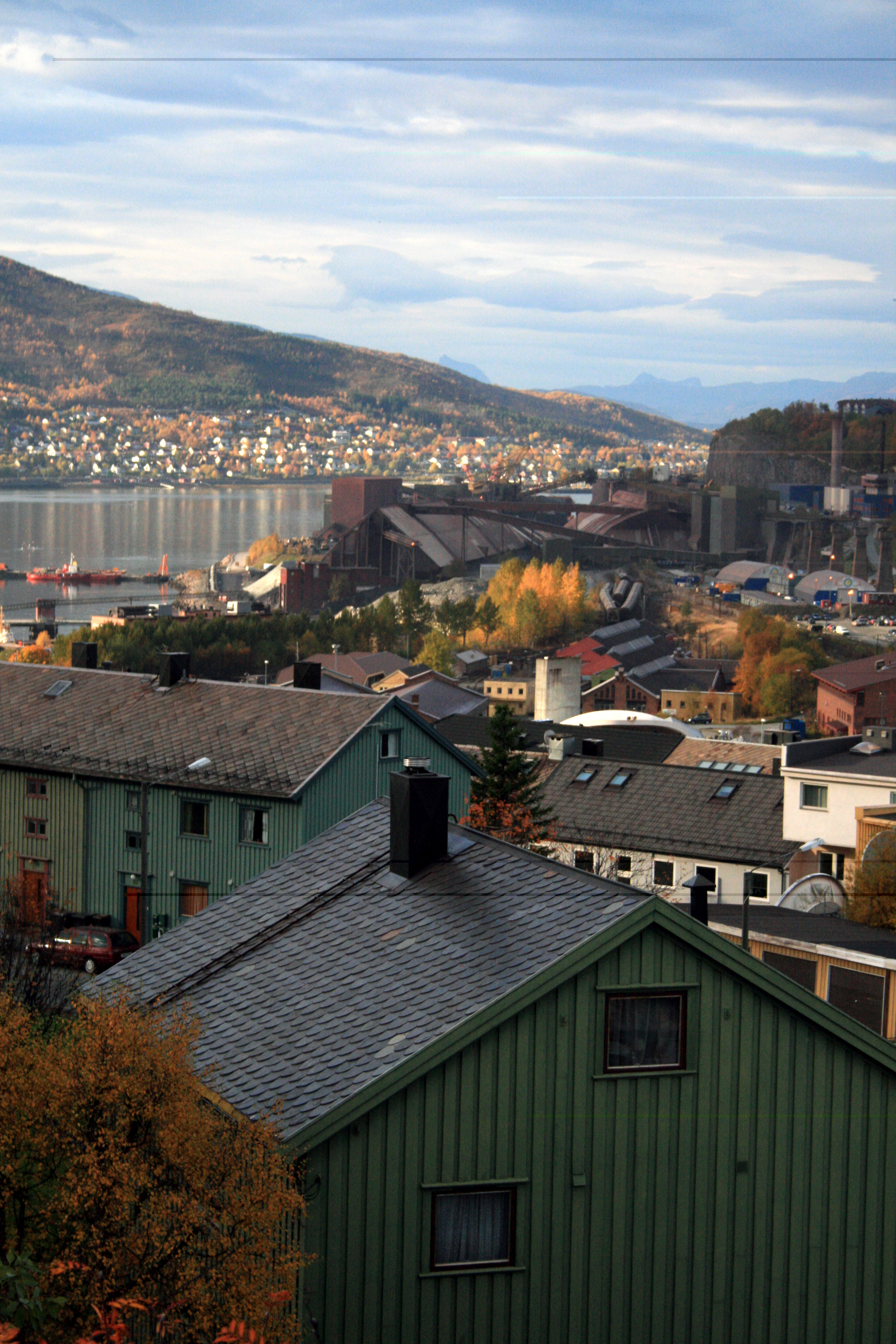
A prop del centre de Narvik; es veu tota la badia d'Ankenes.

La història de Narvik com a assentament es remunta a l'Edat de Pedra. No se sap gaire sobre els seus habitants, però els vikings vivien en aquesta àrea.

### Segles XIX i XX
La història de Narvik moderna comença a la dècada del 1870, quan el govern suec començà a comprendre el potencial de les mines de ferro de Kiruna, Suècia. L'exportació del ferro de Kiruna tenia un problema significatiu, ja que en no hi havia cap port suec adequat. El port suec més proper, el de Luleå, tenia limitacions, ja que està cobert de gel durant tot l'hivern, està lluny de Kiruna i només permet l'atracament de vaixells mitjans de càrrega a granel. Quan s'adonaren d'aquests problemes, una empresa sueca (Gällivarre Aktiebolag) construí un ferrocarril a Narvik, ja que el port està lliure de gel gràcies al càlid Corrent del Golf, i és naturalment gran, permetent que els vaixells de pràcticament qualsevol mida poguessin ancorar, fins a 208 metres de llarg i 27 metres de profunditat.

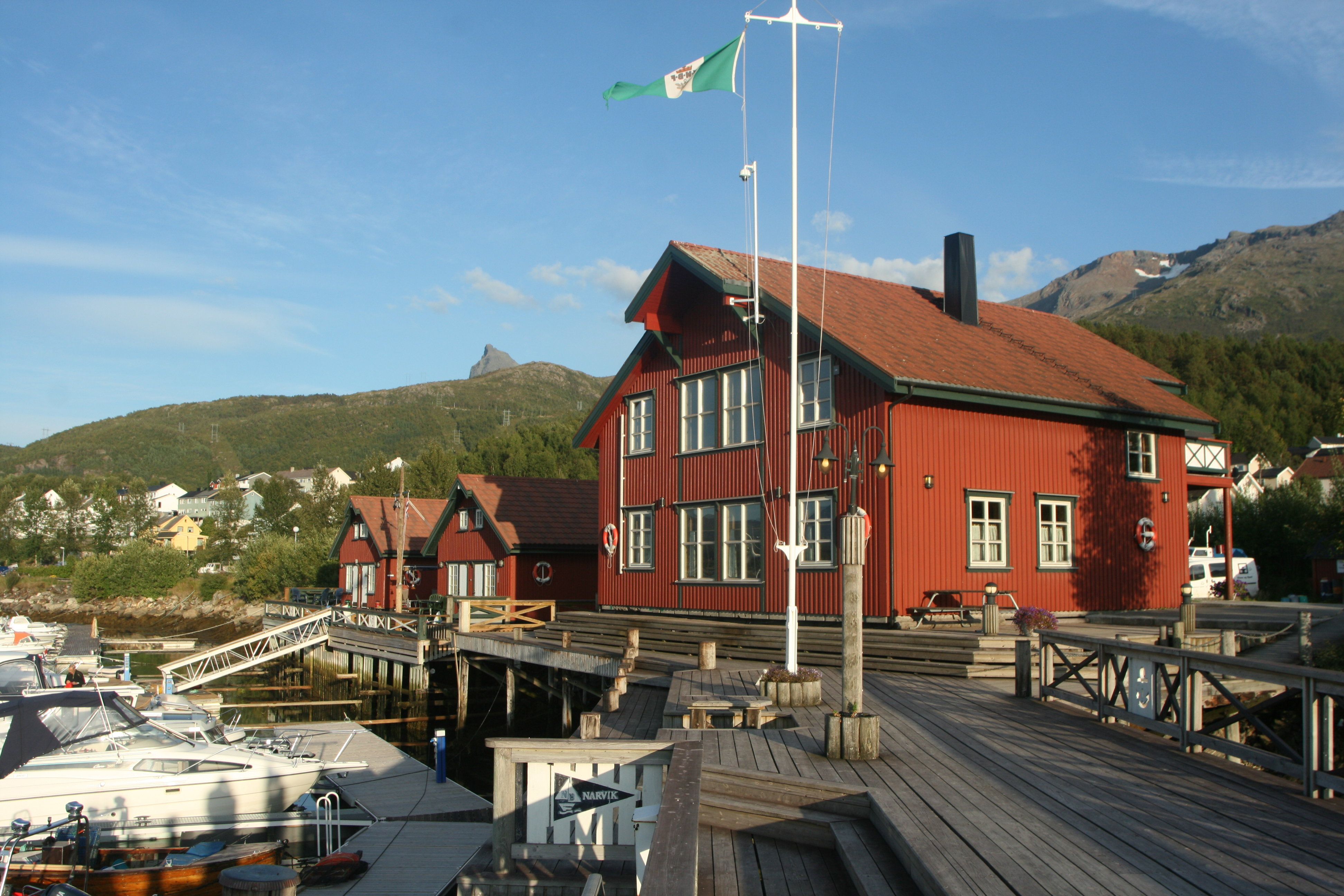
Vista de Narvik de nit.

Per tant, Narvik fou fundat com a port lliure de gel durant tot l'any per a les mines de ferro de Kiruna i Gällivare. Durant la construcció de la via fèrria, el proper port fou anomenat Victoriahavn (port de Victòria) fins al 1898, quan el nom fou canviat a Narvik. La ciutat fou fundada oficialment el 1902. La línia ferroviària Ofotbanen connecta Narvik amb Kiruna, passant per les muntanyes que divideixen ambdós països. Els vilatans utilitzen la paraules d'argot suec morsan (mare) i Farsan (pare), un testimoni de l'estreta relació amb Suècia.
LKAB, la corporació minera, encara exporta la majoria del mineral a Narvik (un total de 25 milions de tones a l'any) i la corporació roman important per a la regió, en el sector empresari i terratinent, encara que la seva influència va minvar els últims anys.

### Segona Guerra Mundial

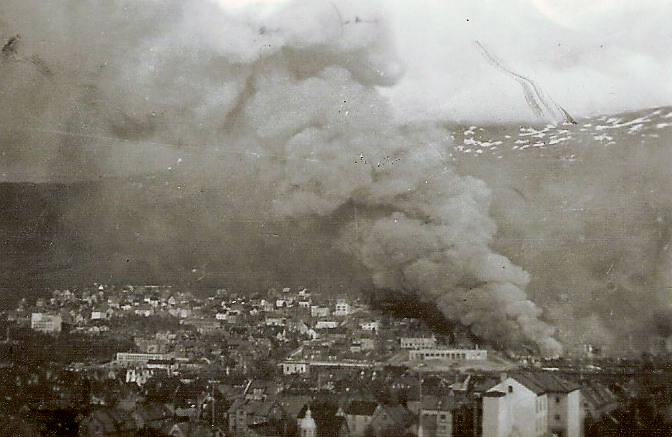
Narvik cremant-se després del bombardeig nazi, 2 de junt de 1940.

El port de Narvik era estratègicament valuós en els primers anys de la Segona Guerra Mundial, de manera que el poble té un paper important en la Campanya de Noruega. El 1939, la indústria bèl·lica alemanya depenia del mineral de ferro extret a Kiruna i a Malmberget, a Suècia. Durant l'estiu, no hi havia problemes per a embarcar el mineral al port suec de Luleå, al golf de Bòtnia. A l'hivern, però, les aigües del golf es congelaven i gran part del mineral s'havia d'exportar per Narvik. Cal tenir en compte que Narvik és vinculada per tren amb Suècia, però no ho està amb la resta de la xarxa ferroviària noruega. Per tant, Narvik servia com a porta d'entrada a les mines de ferro sueques a les quals no s'hi podia accedir per terra des del sud de Noruega. Winston Churchill s'adonà que el control de Narvik pels aliats permetria d'aturar les importacions de ferro alemanyes durant l'hivern del 1940, la qual cosa seria molt avantatjós i fins i tot podria reduir l'extensió de la guerra. Churchill va proposar d'utilitzar mines en les aigües territorials noruegues envoltant Narvik, i mirava la idea que les tropes aliades ocupessin la ciutat. Els aliats esperaven aprofitar l'ocupació de Narvik com a base d'operacions per apoderar-se de les mines de ferro sueques, o per a enviar provisions i reforços a Finlàndia, que en aquells dies es trobava implicada en la Guerra d'Hivern amb la Unió Soviètica. Els plans per a col·locar camps minats i ocupar Narvik suscitaren un fort debat al si del govern britànic, com que totes dues opcions implicarien la violació de la neutralitat i la sobirania noruegues.

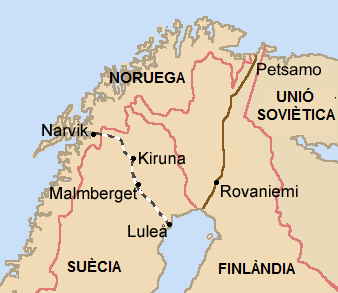
El mineral de ferro s'extreia a Kiruna i Malmberget, i es va portar per ferrocarril als ports de Luleå i Narvik. (Fronteres els anys 1920-1940.)

Finalment, el 8 d'abril de 1940, les forces armades britàniques dugueren a terme l'Operació Wilfred, amb l'objectiu de sembrar mines als voltants de Narvik, en aigües territorials noruegues. Coincidentment, Alemanya va llançar la invasió de Noruega (operació Weserübung) l'endemà. Com a part de l'operació armada, deu destructors alemanys (cadascun amb 200 soldats d'infanteria) foren enviats a la zona de conflicte. Els vells vaixells de guerra noruecs HNoMS Eidsvold i HNoMS Norge intentaren resistir la invasió, però ambdues embarcacions foren enfonsades després d'una curta i desigual batalla. L'Armada Britànica envià ràpidament les seves naus al front de batalla, entre les quals de trobava HMS Warspite, i després de les Batalles de Narvik aconseguí obtenir el control de la costa. Tant els destructors alemanys que havien encapçalat l'intent d'invasió com altres naus alemanyes que es trobaven a la zona foren destruïdes.
Els primers combois de soldats aliats foren enviats al lloc sota la responsabilitat del General Mackesy amb l'objectiu d'ocupar Narvik el 12 d'abril. L'almirantàs urgí a Mackesy perquè dugués a terme un assalt des del mar com més aviat possible. No obstant això, Mackesy creia que les defenses alemanyes localitzades a la costa eren prou fortes com per repel·lir un desembarcament d'aquest tipus. Davant l'opinió de l'Almirantàs que l'operació es podria dur a terme mitjançant un bombardeig previ, Mackesy optà per evitar els danys als noruecs, i desembarcar en una zona propera a l'espera que la neu es fongués abans de llançar el seu assalt.
Sota la coordinació del General Carl Gustav Fleischer, tropes noruegues, franceses (aquestes formades majorment per soldats republicans espanyols), poloneses i britàniques recapturaren Narvik el 28 de maig de 1940. Aquesta batalla es considera la primera victòria de la infanteria aliada en la Segona Guerra Mundial. Tot i això, els Aliats en aquest moment estaven perdent la batalla de França, i s'estava duent a terme l'evacuació de Dunkirk/Duinkerke.

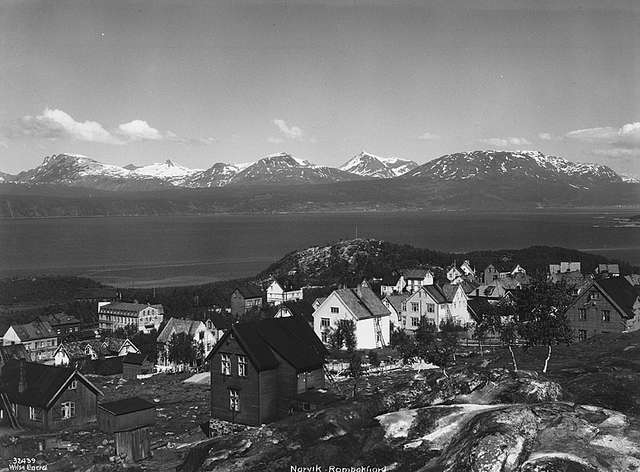
Narvik el 1928 davant del fiord de Rombakfjorden.

Després de la invasió de França, Escandinàvia s'havia transformat en un objectiu menys interessant, i les tropes apostades a Narvik es requerien en altres llocs amb urgència. Per això, els Aliats es retiraren de Narvik el 8 de juny per mitjà de l'Operació Alfabet. Ja sense el suport de les tropes Aliades, els noruecs es veien superats en nombre i hagueren de deposar les armes. No obstant això, la capitulació no fou completa, ja que els molts d'ells continuaren lluitant des de fora de Narvik.

### Història municipal
El municipi de Narvik va ser establert l'1 de gener de 1902, quan el poble de Narvik va rebre l'estatus de ciutat i es va separar del gran municipi d'Ankenes. Inicialment, la ciutat-municipi de Narvik tenia 3.705 residents. L'1 de gener de 1974, el municipi d'Ankenes es va fusionar amb la ciutat-municipi de Narvik, i va provocar la formació d'un nou municipi, el noy Narvik. Després de la fusió, el nou municipi de Narvik tenia 19.780 habitants. L'1 de gener de 1999, una petit tros de Narvik amb nou habitants va ser traslladada al municipi d'Evenes.

## Escut d'armes
L'escut d'armes és modern; se'ls hi va concedir l'1 de juny de 1951. L'escut mostra un àncora daurada sobre un fons vermell. L'àncora simbolitza Narvik com un important port (el port més gran del nord de Noruega).

## Geografia

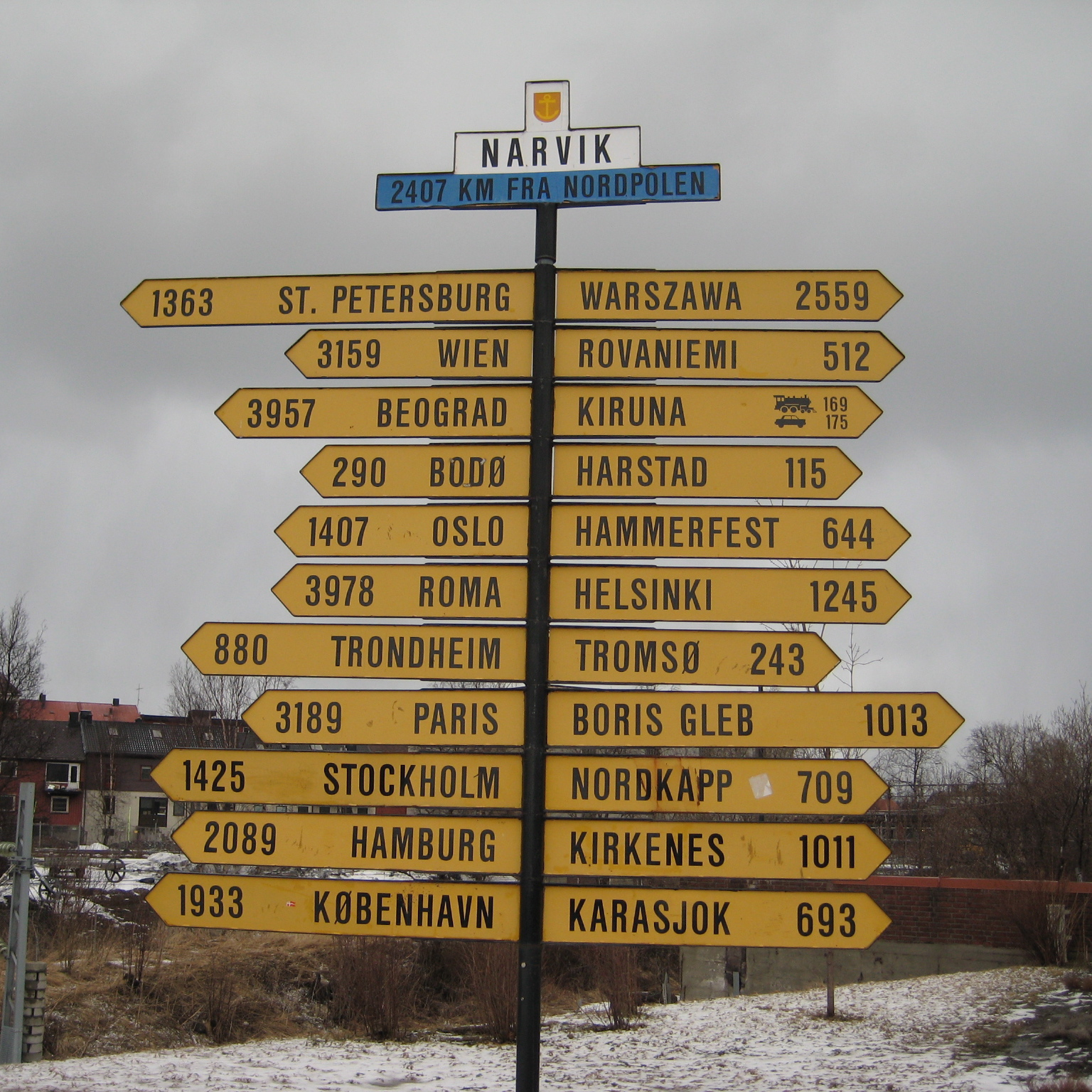
Narvik – 2,407 km del Pol Nord.

El municipi de Narvik és situat a la meitat geogràfica de Noruega, limitant a l'est amb els municipis de Ballangen i Evenes, al nord amb el comtat de Troms, i a l'est i al sud amb Suècia. Se situa en el tram en què la frontera amb Suècia és a tan sols 25 quilòmetres de distància, sent la secció més estreta de Noruega.
Aquest factor ha fet d'aquest municipi un port de sortida natural per a assentaments del centre-nord d'ambdós països, i en particular, per a les exportacions dels importants jaciments de mineral de ferro de Kiruna i de Malmberget (Suècia), que no poden utilitzar amb la mateixa eficiència els ports sobre el golf de Bòtnia i el mar Bàltic, ruta més distant i en gran part congelada durant el llarg hivern boreal.
La superfície habitable és summament limitada (planes costaneres o Strandflaten), i encara més escasses són les terres de agrícoles. Els Alps escandinaus (Kjølen) adquireixen en aquest sector cims una mica més baixos i molt erosionats per efecte de les glaceres. Aquesta serralada té a Narvik la seva línia paral·lela més propera a l'Atlàntic Nord i arribar pràcticament a la costa formant-hi profunds fiords.
El municipi abasta extenses àrees fora del que és la ciutat en si mateixa. Altres pobles d'aquest municipi són Bjerkvik a la part superior del Herjangsfjorden (gairebé mil habitants) Beisfjord i Skjomen.
La zona oriental del municipi, a la rodalia de la frontera amb Suècia, és muntanyosa. El punt més alt és el Storsteinfjellet, amb 1894 metres. El centre urbà és a la punta més interiora de l'Ofotfjord, encara que aquí també les muntanyes es fan presents, arribant pràcticament fins a les vores del fiord i atenye fins a 1500 m i fins a 1700 m a Skjomen, des d'on es pot observar la glacera Frostisen. Els boscos cobreixen les zones de menor altura (per sota de 500 metres), però a prop dels cims, la neu pot romandre la major part de l'estiu. Narvik compta amb bones pendents per a la pràctica d'esquí alpí, algunes de les quals arriben pràcticament fins al centre de la ciutat.

Localitzada a 220 km a l'interior del cercle polar àrtic, Narvik és un dels assentaments més al nord al planeta. No obstant això, el Corrent del Golf duu un clima molt més benigne que el que molts podrien suposar per a una ciutat en aquesta latitud. D'altra banda, les muntanyes que envolten la població la protegeixen dels forts vents, típiques de les zones costaneres de Noruega. La temperatura mitjana anual és de 3,7 °C, amb una mitjana de -4,5 °C al gener i de 13,4 °C al juliol, la qual cosa permet que molts habitants del lloc es dediquin a conrear plantes i arbres als jardins. 

### Clima

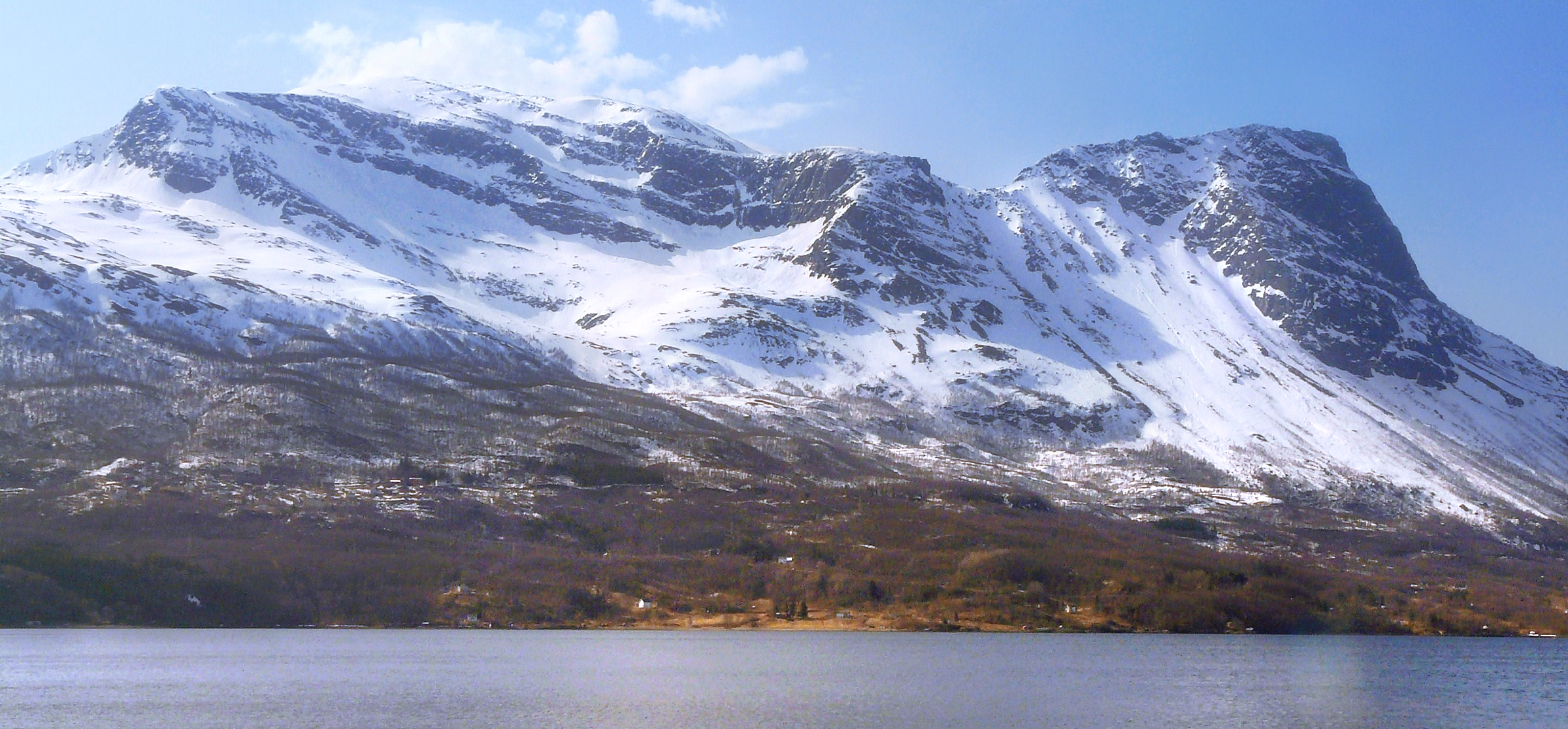
A principis de maig, encara hi ha una gran quantitat de neu a les muntanyes, com es veu aquí a Rombaken.

El clima de Narvik és suau per la latitud en què es troba —dins del cercle polar àrtic— degut a l'acció del Corrent del Golf. A més, les muntanyes que envolten la ciutat donen recer dels forts vents típics de les zones costaneres. La temperatura mitjana anual és de 3,8 °C, i el període de creixement a les terres baixes és aproximadament de 150 dies, així permet als habitants amb interès a conrear un hort, poder fer-ho amb variades plantes importades.
L'estiu dura des de principis de juny fins a principis de setembre, amb temperatures diürnes que van des de 9 °C a 28 °C, però en general van des de 12 °C a 20 °C. Els registres extrems d'alta i baixa temperatura al juliol són de 31,5 °C i de 4 °C. Els registres extrems d'alta i baixa temperatura al gener són d'11 °C i de -20 °C. El mes més plujós és l'octubre, amb 110 mm, i el mes més sec és el maig amb 40 mm, i la precipitació anual és de 830 mm.
La llum varia molt a Narvik, ja que el sol està per sota de l'horitzó des de la fi de novembre fins a mitjan gener, quan només hi ha una llum blavosa per unes hores prop del migdia. Les muntanyes que envolten la ciutat en realitat, amplien aquest termini des de novembre fins a de gener. La llum és sovint intensa al març i abril, amb llargues hores de sol diàries, i la gruix de neu fon a les terres baixes, però roman a les muntanyes fins al final d'estiu. El sol de mitjanit és sobre l'horitzó del 25 de maig al 18 de juliol i el període amb llum contínua dura una mica més de temps, aproximadament des del 10 de maig fins a juliol. També hi ha un període de transició amb el crepuscle a la nit, per la qual cosa no es veu cap estrella a la nit dels últims dies d'abril fins aproximadament el 10 d'agost.
| Dades climàtiques a Narvik                               | Dades climàtiques a Narvik | Dades climàtiques a Narvik | Dades climàtiques a Narvik | Dades climàtiques a Narvik | Dades climàtiques a Narvik | Dades climàtiques a Narvik | Dades climàtiques a Narvik | Dades climàtiques a Narvik | Dades climàtiques a Narvik | Dades climàtiques a Narvik | Dades climàtiques a Narvik | Dades climàtiques a Narvik | Dades climàtiques a Narvik |
| Mes                                                      | gen                        | febr                       | març                       | abr                        | maig                       | juny                       | jul                        | ag                         | set                        | oct                        | nov                        | des                        | anual                      |
| -------------------------------------------------------- | -------------------------- | -------------------------- | -------------------------- | -------------------------- | -------------------------- | -------------------------- | -------------------------- | -------------------------- | -------------------------- | -------------------------- | -------------------------- | -------------------------- | -------------------------- |
| Màxima mitjana °C (°F)                                   | −2 (28)                    | −2 (28)                    | 1 (34)                     | 5 (41)                     | 9 (48)                     | 14 (57)                    | 18 (64)                    | 16 (61)                    | 12 (54)                    | 6 (43)                     | 3 (37)                     | −1 (30)                    | 6.6 (43.9)                 |
| Mitjana diària °C (°F)                                   | −4.1 (24.6)                | –3.9                       | −2 (28)                    | 1.8 (35.2)                 | 6.9 (44.4)                 | 10.9 (51.6)                | 13.4 (56.1)                | 12.5 (54.5)                | 8.4 (47.1)                 | 4.2 (39.6)                 | −0.2 (31.6)                | −2.7 (27.1)                | 3.8 (38.8)                 |
| Mínima mitjana °C (°F)                                   | −7 (19)                    | −7 (19)                    | −5 (23)                    | −2 (28)                    | 3 (37)                     | 7 (45)                     | 11 (52)                    | 10 (50)                    | 6 (43)                     | 2 (36)                     | −2 (28)                    | −5 (23)                    | 0.9 (33.6)                 |
| Precipitació mitjana mm (polzades)                       | 69 (2.72)                  | 64 (2.52)                  | 49 (1.93)                  | 44 (1.73)                  | 40 (1.57)                  | 53 (2.09)                  | 74 (2.91)                  | 82 (3.23)                  | 92 (3.62)                  | 110 (4.33)                 | 75 (2.95)                  | 78 (3.07)                  | 830 (32.68)                |
| Mitjana de dies de precipitació                          | 10.6                       | 10.2                       | 8.8                        | 9.1                        | 9.2                        | 12.4                       | 14.7                       | 14.0                       | 15.1                       | 14.5                       | 11.1                       | 12.2                       | 141.9                      |
| Font: Norwegian Meteorological Institute – eKlima portal |                            |                            |                            |                            |                            |                            |                            |                            |                            |                            |                            |                            |                            |

## Economia

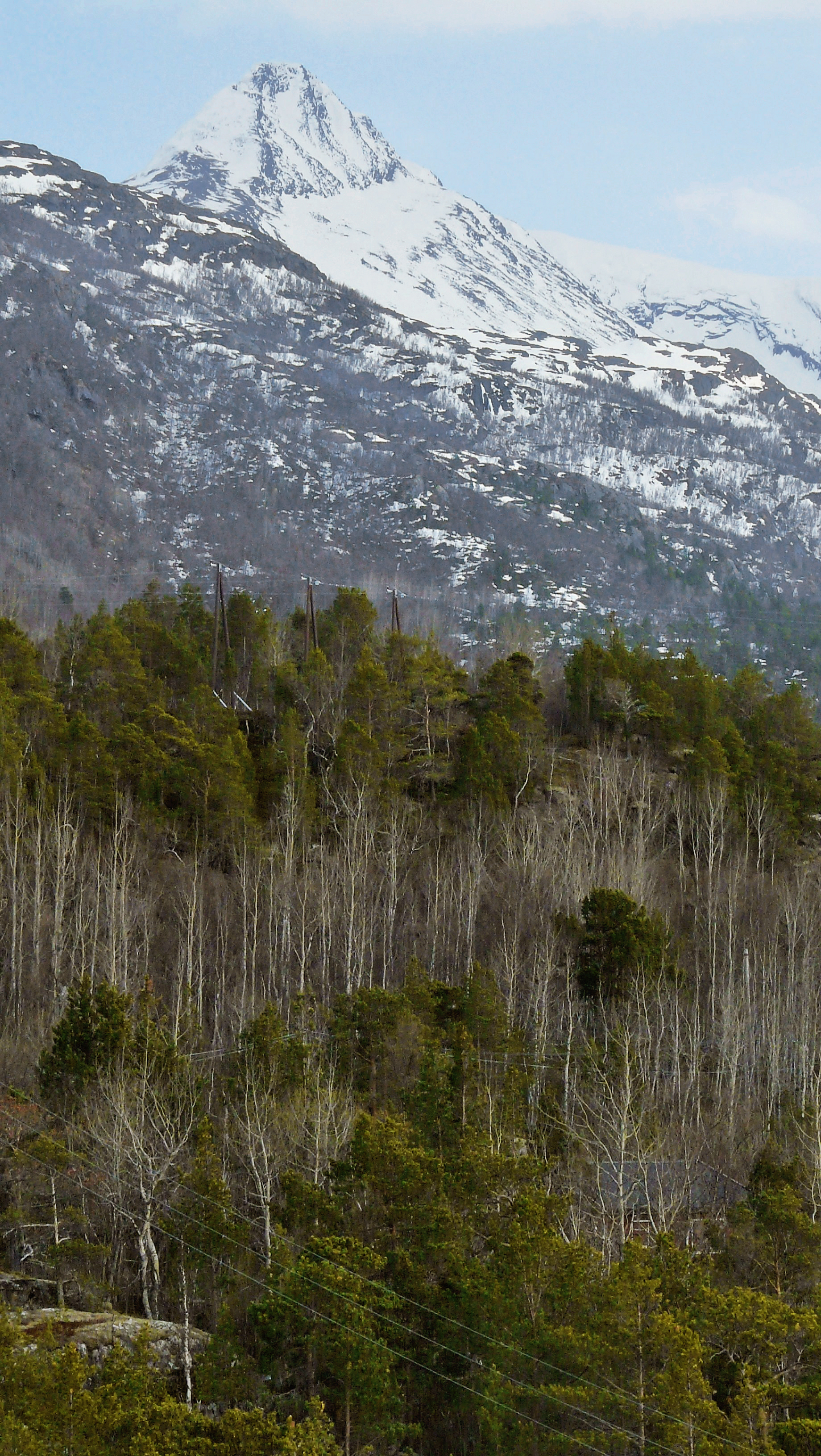
El mont Skjomtinden (1,575 m), sovint escalat pels excursionistes.

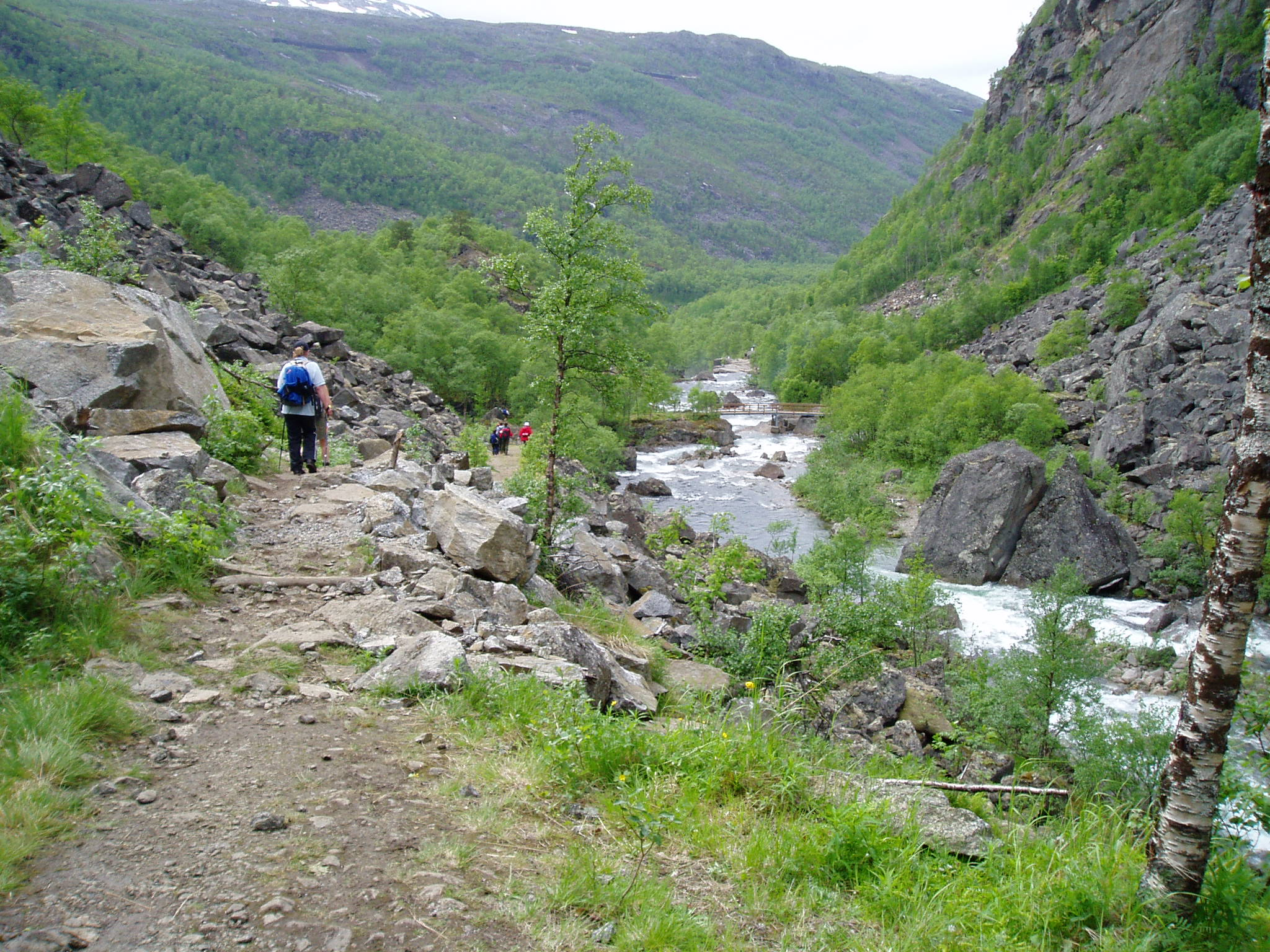
Rallarveien; ruta de senderisme a prop de la via fèrria de les muntanyes fins al fiord de Rombaken.

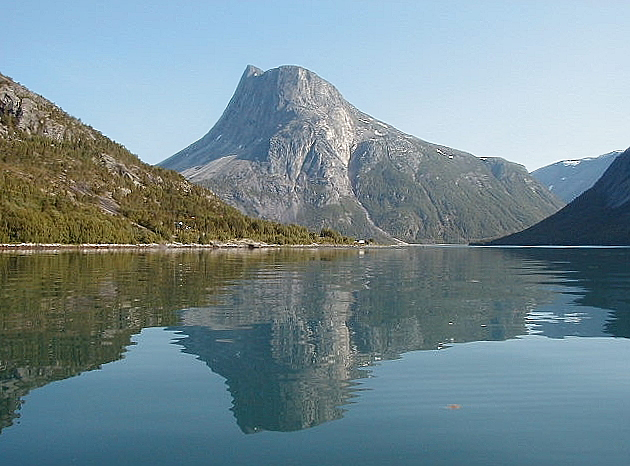
Fiord de Skjomen.

Narvik és un centre comercial per a alguns dels municipis veïns. La Universitat de Narvik compta amb aproximadament 1.200 estudiants. Hi ha algunes empreses d'alta tecnologia a Narvik (entre ells Natech).
Narvik va ser una de les primeres àrees en el món a ser afectat per la crisi financera global del 2007-2012. Es van perdre 18 milions de dòlars l'agost de 2007 després d'haver invertit en títols de Citigroup. A mesura que el govern noruec es va negar a rescatar-los, Narvik es va veure obligat a aplicar severes retallades pressupostàries.

### Recreació i turisme
Narvik és un lloc ideal per a realitzar nombroses activitats a l'aire lliure. És, de fet, el lloc més conegut de tot el nord de Noruega per a practicar esquí alpí.
Hi ha ascensors, i diverses de les pistes d'esquí estan il·luminades. També hi ha un telefèric a Fagernesfjellet, amb unes vistes impressionants i la possibilitat de caminar fins i tot més amunt a les muntanyes. A part també es poden fer rutes en bicicleta de muntanya per la zona.
El Festival d'Hivern de Narvik (noruec: Vinterfestuka) té lloc a principi de març. Les excursions per les muntanyes hi són força populars. També hi ha amb alguns refugis i albergs a la muntana a la frontera amb Suècia.
El busseig en naufragis atrau els bussos a Narvik, ja que hi ha una gran quantitat de restes de naufragis al port, i més esteses al fiord. La pesca al fiord o als llacs i rius és un oci popular, sobretot la pesca de salmons. Narvik va ser destruït pels enfrontaments el 1940 i ràpidament reconstruït, per tant, l'arquitectura és força funcional. Els habitatges particulars són sovint pintats amb colors brillants.
Hi ha un Museu de l'Ocupació dels anys 1940-1945, que sosté la creu Victòria al títol pòstum al capità Bernard Warburton-Lee, de la Marina Reial Britànica el 1940 i una màquina Enigma alemanya amb una rara codificació.

## Esglésies

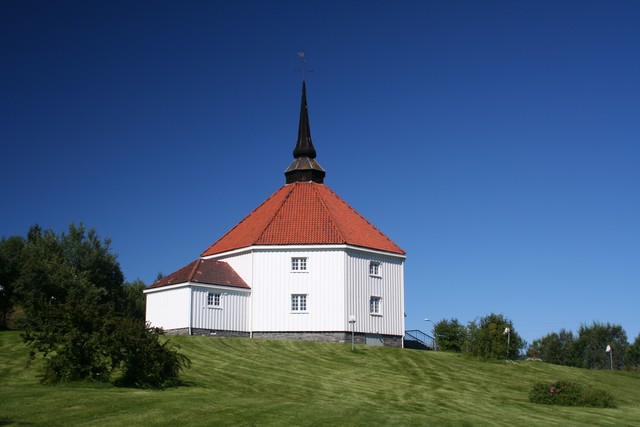
Església d'Ankenes.

L'Església de Noruega té quatre parròquies (sokn) al municipi de Narvik. És part del deganat d'Ofoten, a la Diòcesi de Sør-Hålogaland.
| Parròquia (Sokn) | Nom de l'església        | Ubicació de l'església | Any de construcció |
| ---------------- | ------------------------ | ---------------------- | ------------------ |
| Ankenes          | Església d'Ankenes       | Ankenesstranda         | 1867               |
| Ankenes          | Capella de Håkvik        | Håkvik                 | 1980               |
| Bjerkvik         | Església de Bjerkvik     | Bjerkvik               | 1955               |
| Bjerkvik         | Capella de Bjørnfjell    | Bjørnfjell             | 1952               |
| Narvik           | Església de Narvik       | Narvik                 | 1925               |
| Narvik           | Capella de Fredskapellet | Narvik                 | 1957               |
| Narvik           | Capella de Hergot        | Hergot                 | 2005               |
| Skjomen          | Capella de Skjomen       | Elvegård               | 1893               |

## Transports

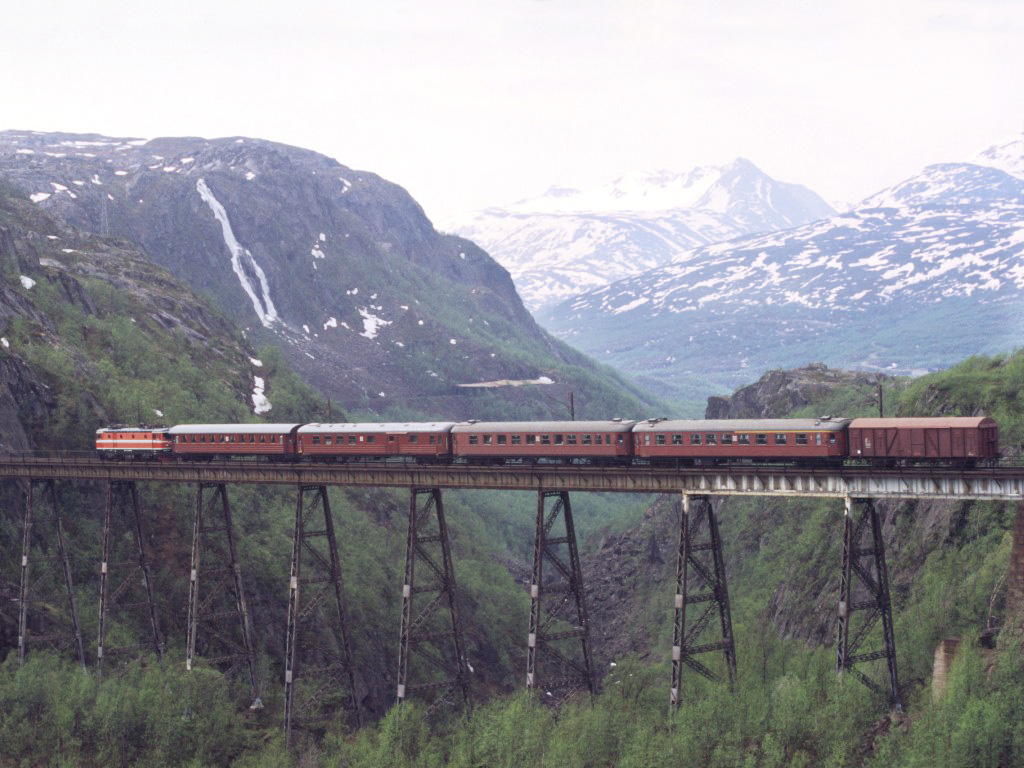
Un tren del ferrocarril d'Ofotbanen que passa per damunt del pont de Nordalen, Narvik, 1988, l'últim any en ús abans de ser reemplaçat per un pont de formigó més petit de curta distància.

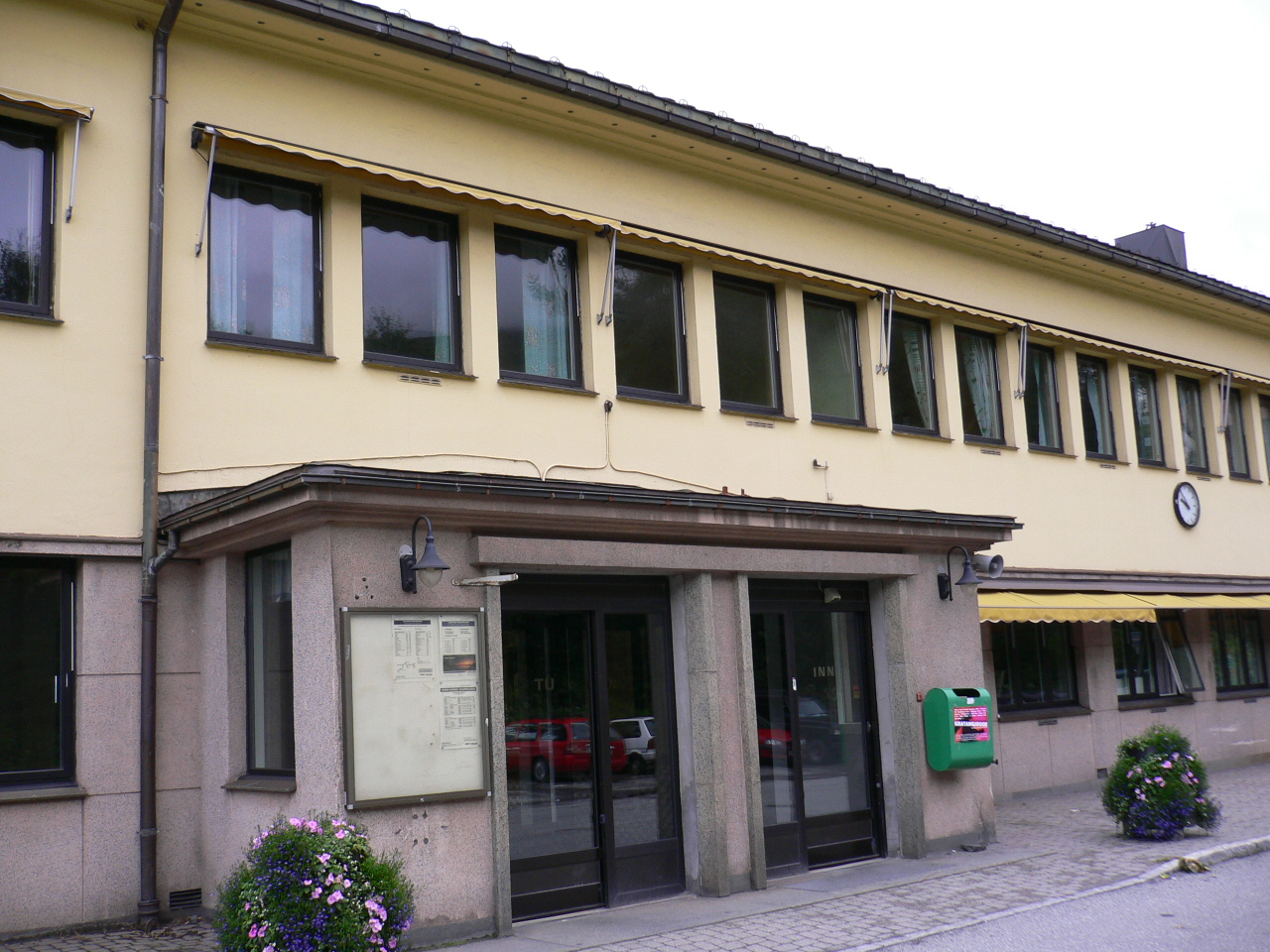
Estació de ferrocarril de Narvik.

Una clau del present i històricament conegut per al transport terrestre de Narvik és la línia de ferrocarril d'Ofoten que ve del nord de Suècia a través de les muntanyes a aquesta ciutat portuària. Els Productes com el mineral de ferro enviats per aquest ferrocarril fan de Narvik un important port marítim. El ferrocarril té parades a l'estació de Björnfjell, Katterat, Søsterbekk, i Narvik.
El port de Narvik és ben protegit de la intempèrie sense gel. El port es compon de tres seccions de la línia de costa: port graneler LKAB, zona portuària central amb molls i el port d'aigües profundes a Fagernes amb instal·lacions intermodals. Aproximadament 16 milions de tones (16.000.000 tones llargues; 18.000.000 tones curtes) de càrrega s'envien anualment a des dels ports de Narvik. La major part d'aquest mineral és ferro.
Les autoritats portuàries han eixamplat el port de contenidors aproximadament de 45.000 metres quadrats, més del doble que la terminal d'Oslo. El 2005, junts amb el port d'Oslo, Narvik és integrat en la xarxa de les «autopistes del mar» de la Unió Europea (Short Sea Shipping).
A causa del terreny extrem dels voltants de la ciutat, no hi ha ferrocarrils cap al nord o cap al sud cap a Bodø, que és a l'extrem nord de la xarxa ferroviària de Noruega. No obstant això, és possible arribar a Narvik amb aproximadament vint hores i 1.540 quilòmetres viatjant en tren per la xarxa ferroviària sueca d'Estocolm amb la línia del mineral de ferro.

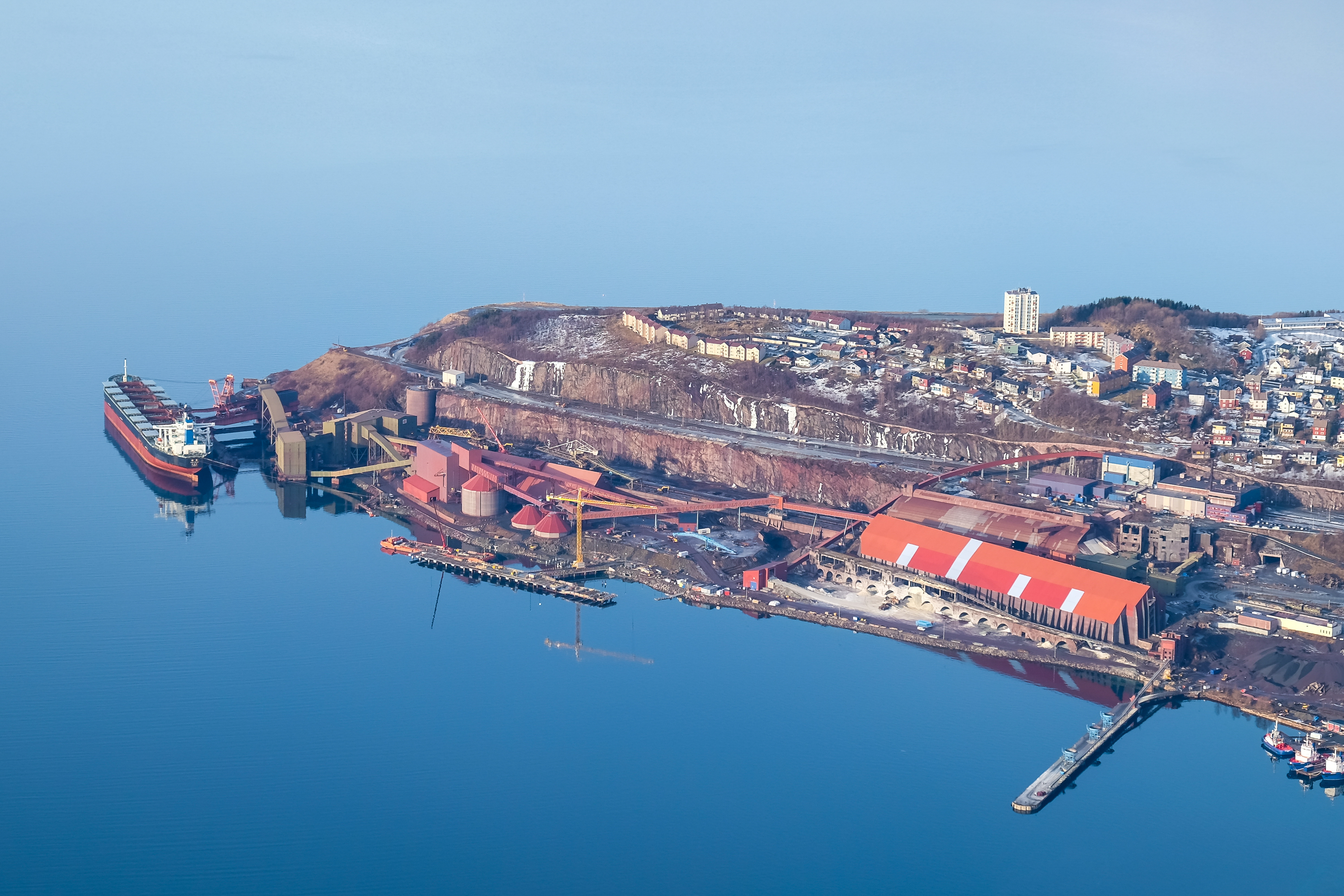
El port de Narvik, Noruega, on un vaixell està carregat amb mineral de ferro.

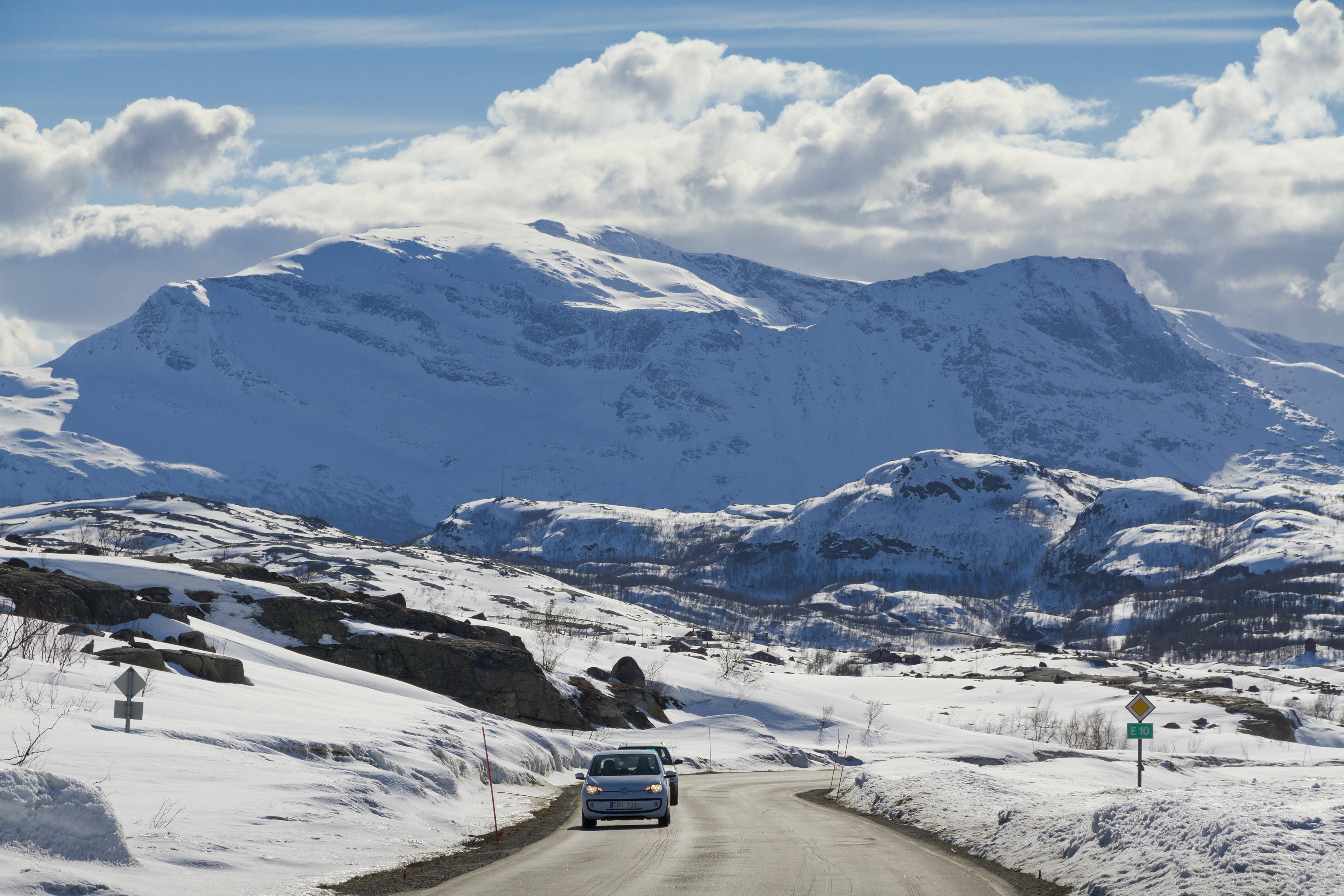
La carretera E10 amb la muntanya de Tøtta al davant. Narvik, Nordland, Noruega, abril de 2015.

L'activitat relacionada amb el ferrocarril i les grans instal·lacions portuàries queden importants a Narvik i les mercaderies del nord de Noruega, Suècia i Finlàndia sovint es distribueixen a través de Narvik. En el projecte proposat es diu la part de «Nord East West Freight Corridor» del pont de terra d'Euràsia, hi ha plans per a fer servir Narvik com a port per a les mercaderies procedents d'Àsia oriental amb destinació a aquest d'Amèrica del Nord. La raó és que les distàncies de tren i de l'oceà utilitzant aquesta ruta són més curtes que pel centre d'Europa als ports d'Europa Occidental.
La ruta europea E06 travessa el municipi mitjançant tres llargs ponts. També hi ha la proposta de fer-ne un quart per a travessar el fiord de Rombaken. Narvik és servida per dos aeroports: el petit aeroport de Narvik, Framnes als afores del centre de la ciutat, amb una pista curta i amb vols regulars a Bodø. L'aeroport de Harstad/Narvik és més gran i més capaç. Situat a Evenes, és a 80 quilòmetres per carretera i té vols regulars a Oslo, Trondheim, Bodø i Tromsø.
Hi ha connexions per carretera des de Narvik a través de les muntanyes cap a l'est a Abisko i Kiruna ae Suècia (a través de la ruta europea E10)

## Ciutats agermanades
Narvik manté una relació d'agermanament amb les següents ciutats: 
- Kikinda, Sèrbia
- Kiruna, Suècia
- Rovaniemi, Finlàndia
- Nowy Sącz, Polònia[17]
- Kingisepp, Rússia